# Eriopyga brachia
Eriopyga brachia là một loài bướm đêm trong họ Noctuidae.